# Harry Blossfeld
Harry Blossfeld (27 de febrero de 1913 - 7 de julio de 1986) fue un naturalista, botánico, taxónomo, y farmacéutico alemán que trabajó en Brasil desde 1935 hasta su deceso, analizando taxonomía, y realizando extensas expediciones botánicas, incluyendo a Argentina.

## Biografía
Su familia era aborigen de Turingia, notable centro de estudios y praxis de botánica. Los ancestros de Harry fueron en su mayoría cultivadores, y su abuelo paterno, Karl, fundó un vivero en la ciudad de Kölleda.
Estudió botánica en la Universidad de Berlín, donde se especializó en orquídeas y cactáceas. Su padre, Robert Blossfeld (1882–1945), establecióse en Potsdam, puerto de Berlín, donde en 1913 constituyó una firma de importaciones y exportaciones de plantas y semillas, de nivel internacional.
En 1935, antes de ascender el nazismo en Alemania, decide viajar, salir de Alemania. Entre 1935 y 1936 realiza expediciones por Sudamérica, recolectando nuevas especies. Al final, fija domicilio en São Paulo, donde adquiere un terreno en Tremembé, iniciando, con su mujer, Anita - casados en 1937 - la formación de un orquidario, con objetivo de importar y exportar plantas y semillas. Emprende más expediciones, entre 1940 y 1941. Entretanto, sufría de tuberculosis pulmonar, obligándolo a permanecer en cama por varios años.
Recuperado de la dolencia, trabajó para la Prefectura de São Paulo en 1964, efectuando el levantamiento de áreas verdes para formar viveros, dentro de esos el Vivero de Cotia, considerado el mayor de Brasil dedicado a la conservación de la vegetación natural. Con su mujer, funda la "Escuela de Jardinería del Parque Ibirapuera, en 1969. Entre 1976 a 1978, siempre colaborando de Anita, organiza el Parque del Centro Campestre de Parelheiros, en Santo Amaro. En su libro Jardinagem de 1965, relata la evolución de la jardinería pública en el municipio de São Paulo:
Dijo

Los jardines públicos eran servidos por una repartición municipal, siendo líderes los distinguidos Sres. Arthur Etzel,, Manuel Lopes de Oliveira Filho (Manequinho Lopes), y Arthur Etzel Filho, que hicieron un inmenso trabajo, para dotar a la ciudad de ajardinamientos públicos, acompanñando su vertiginoso crecimiento.

## Honores
- 1979: Medalla Herbert

### Eponimia
- homenaje póstumo, el vivero de Cotia, localizado en el parque Cemucam, pasó a llamarse Vivero Harry Blossfeld.[6]

Género
- (Cactaceae) Blossfeldia Werderm.[7]

Especies
- (Cactaceae) Rebutia blossfeldii Werderm.[8]

- (Cactaceae) Bartschella blossfeldiana (Boed.) Doweld[9]